# Tadeusz Kański

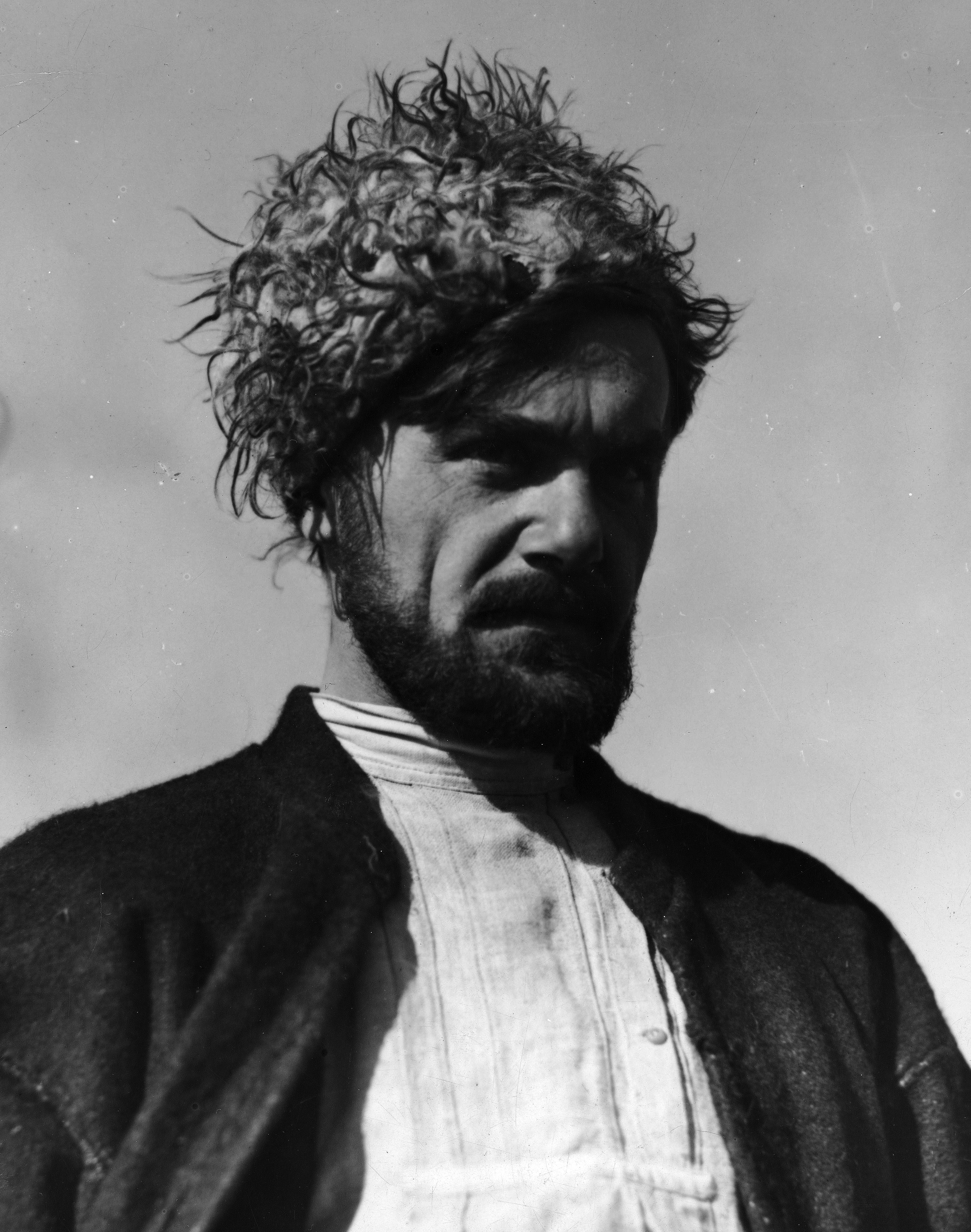
Tadeusz Kański, im Film „Dzikie Pola“ (1932)

Tadeusz Kański, auch Tadeusz Hertman-Kański, (* 19. Juli 1902 in Raj, Österreich-Ungarn, heute Ukraine; † 5. August 1950 in Warschau) war ein polnischer Schauspieler bei Bühne und Film sowie ein Filmregisseur.

## Leben
Kański studierte am Polytechnikum von Lemberg (damals noch Polen) Architektur und besuchte nahezu zeitgleich auch eine Schauspielschule. 1926 ging er nach Italien, um bei einer Turiner Produktionsfirma Filmrollen zu übernehmen, jedoch sind Auftritte vor der Kamera nicht nachzuweisen. Wieder daheim in Polen, spielte Kański zunächst Theater, in Lemberg (1933–1936) wie in Warschau (1937–1939). Zeitgleich konnte man ihn in einer Reihe von polnischen Filmen sehen, die außerhalb des Landes kaum gezeigt wurden.
Der Einmarsch der deutschen Truppen am 1. September 1939 bedeutete schlagartig das Aus für ein unabhängiges Kulturleben, und auch Kański hatte große Mühe, in Warschau Arbeit zu finden. Mit der Ermordung des österreichischstämmigen Schauspielkollegen Igo Sym, eines Gestapo-Konfidenten, am 7. März 1941 veränderte sich die Situation für Kański dramatisch. Er wurde zusammen mit einigen Kollegen verhaftet und in das berüchtigte Pawiak-Gefängnis gesteckt. Als Vergeltungsmaßnahme deportierte man im Auftrag von SiPo und SD ihn und über 1000 weitere Geiseln am 6. April 1941 vorübergehend in das Konzentrationslager Auschwitz. Im Lager versuchte Kański mit einigen Kollegen so etwas wie Theaterkunst auf die Beine zu stellen. Wieder auf freiem Fuß beteiligte sich Tadeusz Kański 1944 am Warschauer Aufstand.
Noch vor Kriegsende ging Kański nach Zakopane, wo er sich augenblicklich für die Wiedererstehung polnischen Kulturlebens einsetzte. 1945 wurde er, parallel zur Vertreibung der deutschen Einheimischen aus Pommern, zum Leiter des dortigen, nunmehr polnischen, Rundfunkbetriebes ernannt. 1947 berief man ihn zum stellvertretenden Leiter der staatlichen und kommunistisch gelenkten Filmproduktionsgesellschaft Film Polski. Dementsprechend fiel auch Kańskis einzige Filmregie aus, „das tendenziöse, kommunistische Gebirgsdrama“ „Die Teufelsschlucht“, das er 1949 inszenierte, in dem Kański zugleich mitwirkte und zu dem er auch das Drehbuch verfasste. Bald darauf starb Tadeusz Kański.

## Filme
als Schauspieler, wenn nicht anders angegeben
- 1931: Dziesięciu z Pawiaka
- 1932: Dzikie pola
- 1933: Pod Twoją obronę
- 1938: Kościuszko pod Racławicami
- 1938: Druga młodość
- 1938: Sygnały (nur Drehbuch)
- 1939: Doktór Murek
- 1949: Die Teufelsschlucht (Czarci żleb) (auch Regie, Drehbuch und Schnitt)